# Pugh Shoal
Pugh Shoal ist ein Untiefengebiet im Archipel Südgeorgiens. Es liegt 2,5 km südlich von Main Island in der Gruppe der Willis-Inseln.
Das UK Antarctic Place-Names Committee benannte das Gebiet 1964 nach Able Seaman Peter John Pugh (* 1940) vom Forschungsschiff HMS Owen, mit dem es 1961 vermessen worden war.